# Koihnanneva
Koihnanneva är en sumpmark i Finland. Den ligger i Kauhajoki i landskapet Södra Österbotten, i den sydvästra delen av landet, 270 km nordväst om huvudstaden Helsingfors.